# Sobreviviendo mis XV
Sobreviviendo mis XV es una película de comedia mexicana de 2023 dirigida por Chava Cartas y escrita por Juan Carlos Garzón y Angélica Gudiño. Está protagonizada por Berenice Jonguitud, Guillermo Villegas, Verónica Bravo, Lupita Lara, Paco Luna, Sofía Carrera, Juan Pablo Fuentes, Farah Justiniani y Hanssel Casillas. Se estrenó el 21 de septiembre de 2023 en cines mexicanos.

## Sinopsis
Cumplir 15 años es maravilloso, excepto si tu familia desea que te vistas de forma ridícula y bailes en público. Danae debe lidiar con esto, pero también con una nueva escuela, nuevas amigas, la tradición familiar, la modernidad y un montón de cosas.

## Elenco
Los actores que participan en esta película son:
- Memo Villegas como Leopoldo
- Berenice Jonguitud como Dánae
- Verónica Bravo como Mirna
- Lupita Lara como Evelia
- Gerardo Taracena como Melchor
- Gabriela Zamora como Renata
- Valeria Vera como Pat
- Luciana Vale como Rebeca
- Farah Justiniani como Marisol
- Mario Alberto Monroy como Héctor
- Paco Luna como Irving
- Juan Pablo Fuentes Acevedo como Enrique
- Nova Coronel como Dj Eclipse
- Nastassia Villasana como Ivonne
- Andrea Portal como Camila
- Hanssel Casillas como Román
- Patricio González Ortega como Álvaro
- Carolina Anzures como Isabela
- Déborah Ríos como la mamá de Enrique
- Guadalupe Damián como entrenador
- Azucena Acevedo como Susy
- Efraín Berry como Padre
- Gabriela Aguirre como tía Beba
- Sofía Carrera como Alonza
- Catalina Ríos como maestra
- Jafeth Chena como Ricardo
- Hugo Luna como camarero
- José L. Fuchs como Farfán

## Recepción

### Taquilla
En su primer fin de semana, la película recaudó $17.6 millones de pesos mexicanos, ubicándose como la segunda película más taquillera de la semana, superada por La monja II. La película recaudó $63.9 millones de pesos mexicanos, convirtiéndose en la cuarta película nacional más taquillera de 2023.

### Premios y nominaciones
| Año  | Premio               | Categoría                 | Candidato          | Resultado | Ref.          |
| ---- | -------------------- | ------------------------- | ------------------ | --------- | ------------- |
| 2023 | XIX Premios Canacine | Mejor director            | Chava Cartas       | Nominado  | [ 12 ] [ 13 ] |
| 2023 | XIX Premios Canacine | Mejor actriz              | Verónica Bravo     | Nominada  | [ 12 ] [ 13 ] |
| 2023 | XIX Premios Canacine | Mejor actor               | Guillermo Villegas | Nominado  | [ 12 ] [ 13 ] |
| 2023 | XIX Premios Canacine | Mejor debutante femenina  | Berenice Jonguitud | Ganadora  | [ 12 ] [ 13 ] |
| 2023 | XIX Premios Canacine | Mejor Campaña Promocional | Videocine          | Nominado  | [ 12 ] [ 13 ] |